# Bockwindmühle Gölsdorf

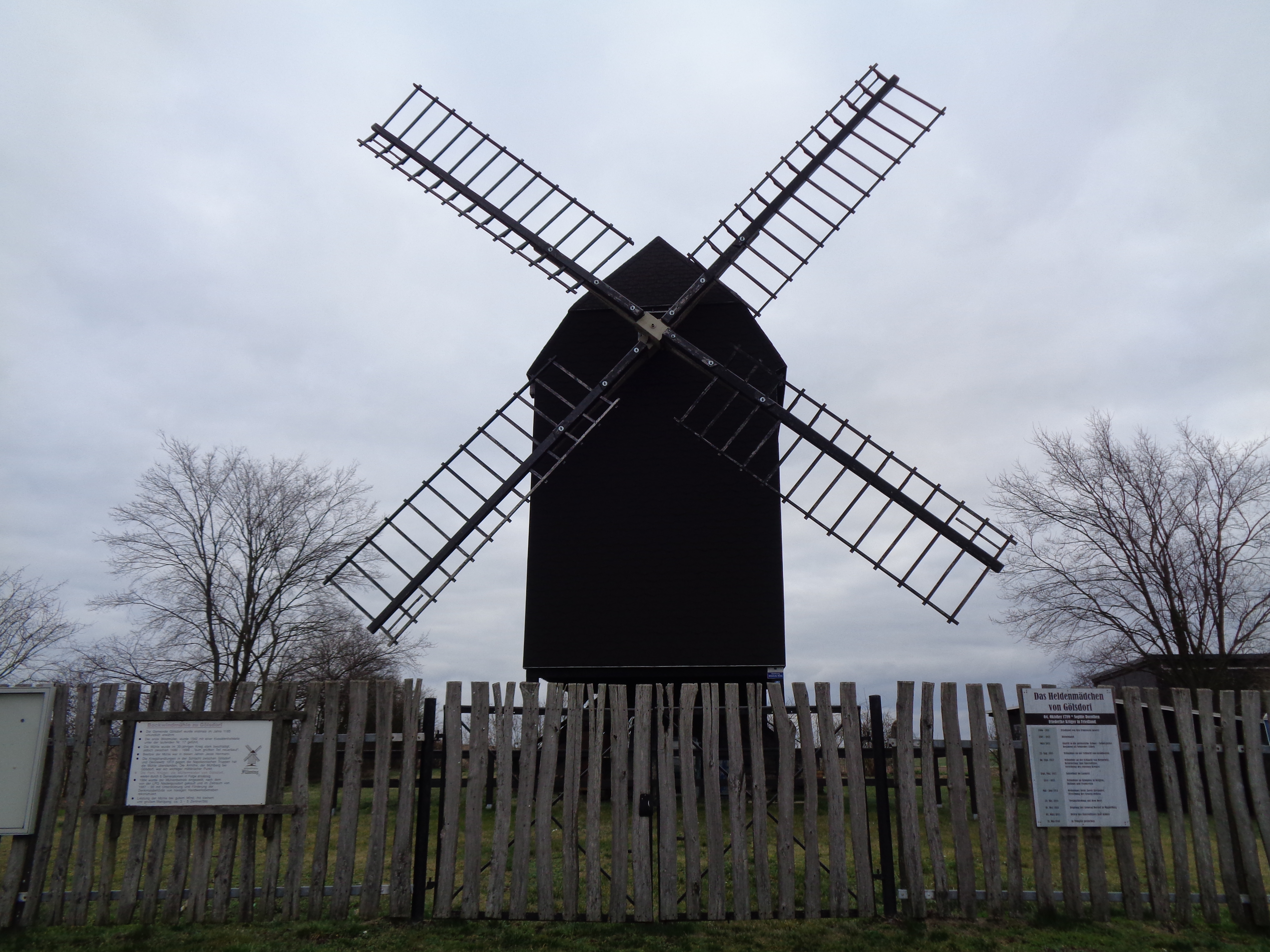
Bockwindmühle Gölsdorf, Straßenseite

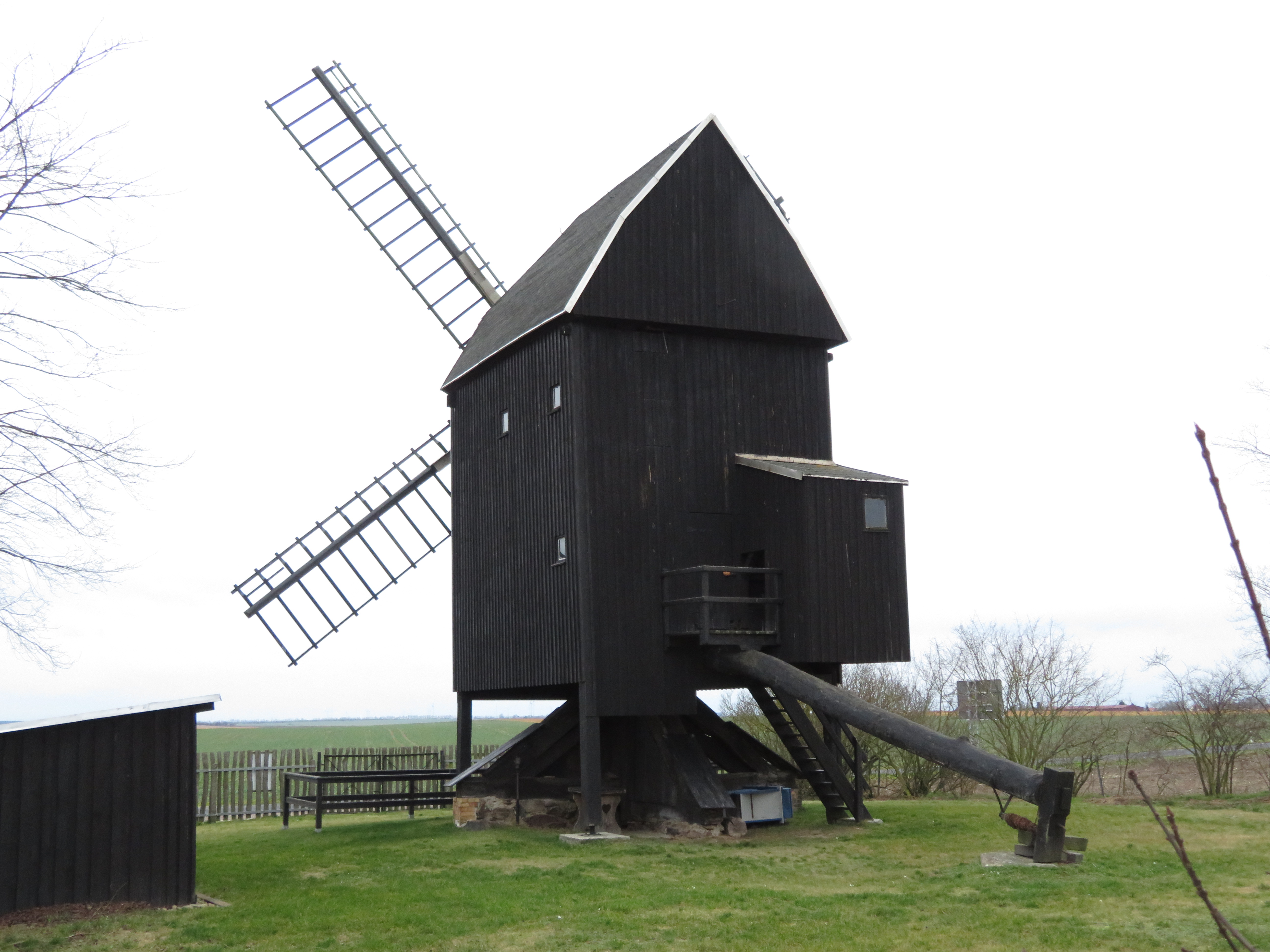
Bockwindmühle Gölsdorf Rückseite

Die Bockwindmühle Gölsdorf ist eine historische Bockwindmühle und ein Baudenkmal im Ortsteil Gölsdorf der Gemeinde Niedergörsdorf im Landkreis Teltow-Fläming (Brandenburg). Sie wurde erstmals 1542 urkundlich erwähnt. Im Dreißigjährigen Krieg wurde sie stark beschädigt und 1686/88 quasi neu erbaut. 1806 erfolgte eine weitere Grunderneuerung. 1984 wurde der Mühlenbetrieb eingestellt. 1987 bis 1990 wurde sie restauriert. Weitere Restaurierungsmaßnahmen erfolgten nach 2010.

## Lage
Die Bockwindmühle liegt etwas außerhalb des Ortskerns von Gölsdorf an der Straße nach Niedergörsdorf. Das rechteckige Gelände, auf dem die Mühle steht, ist eingezäunt.

## Geschichte

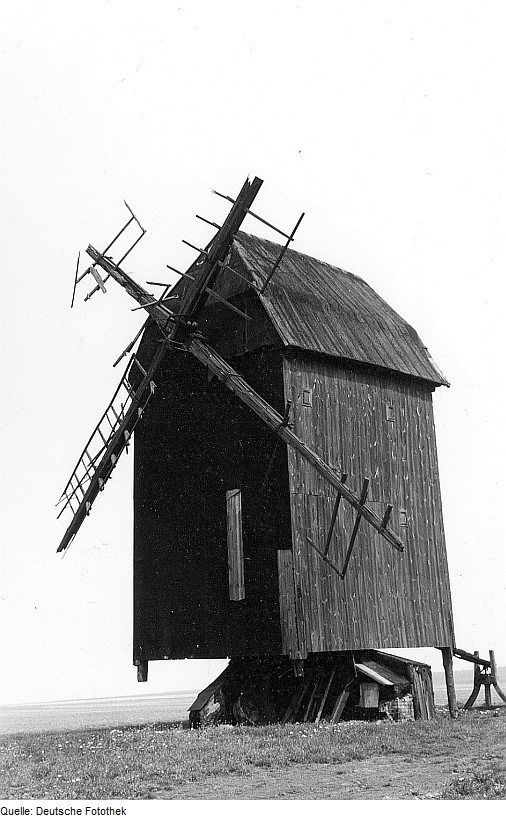
Gölsdorfer Bockwindmühle vor der Renovierung (Zustand 1977)

Bereits 1506 ist ein Windmüller in Gölsdorf erwähnt (nach Denkmaltopographie; nach Infotafel 1542). Die Windmühle war mit einer Kossätenstelle verbunden, d. h. der Windmüller hatte außerdem noch einen kleinen Landbesitz und war im Nebenerwerb auch Landwirt. Im Dreißigjährigen Krieg wurde die Bockwindmühle stark beschädigt und in den Jahren 1686/88 zum größten Teil neu erbaut. Jacob Herrmann war in diesen Jahren der Besitzer der Windmühle. 1806 erfolgte erneut eine Grundsanierung, wohl eher ein (Fast-)Neubau. Von dieser Zeit an stellte die Familie Krüger über sechs Generationen die Müller für die Gölsdorfer Mühle. Die Leistung der Mühle war bei gutem Wind und mit beiden Mahlgängen drei bis fünf Zentner pro Stunde. 1909 wurde die Mühle mit einem Elektromotor ausgestattet. Nach der Infotafel an der Mühle wurde der Mühlenbetrieb 1984 eingestellt (die Denkmaltopographie schreibt dagegen 1980). Nach 1984 wurde die Mühle von der LPG Niedergörsdorf gekauft. Zwischen 1987 und 1990 wurde sie von örtlichen Handwerkern und mit Unterstützung durch die Denkmalbehörde rekonstruiert. Sie ist heute nicht mehr drehbar, sondern mit vier Stützen an den vier Kanten jeweils fest im Boden verankert. Weitere Restaurierungsmaßnahmen erfolgten nach 2010.
Die Windmühle besitzt einen auf allen Seiten verbretterten Mühlenkasten mit einem Mansarddach. Der Innenraum wird nur von wenigen rechteckigen kleinen Fensterchen beleuchtet. Der Zugang erfolgt über eine steile hölzerne Treppe. Der Bock ist relativ hoch und weist verzierte Balkenenden auf. Der Rutenkranz besitzt gusseiserne Bruststücke.

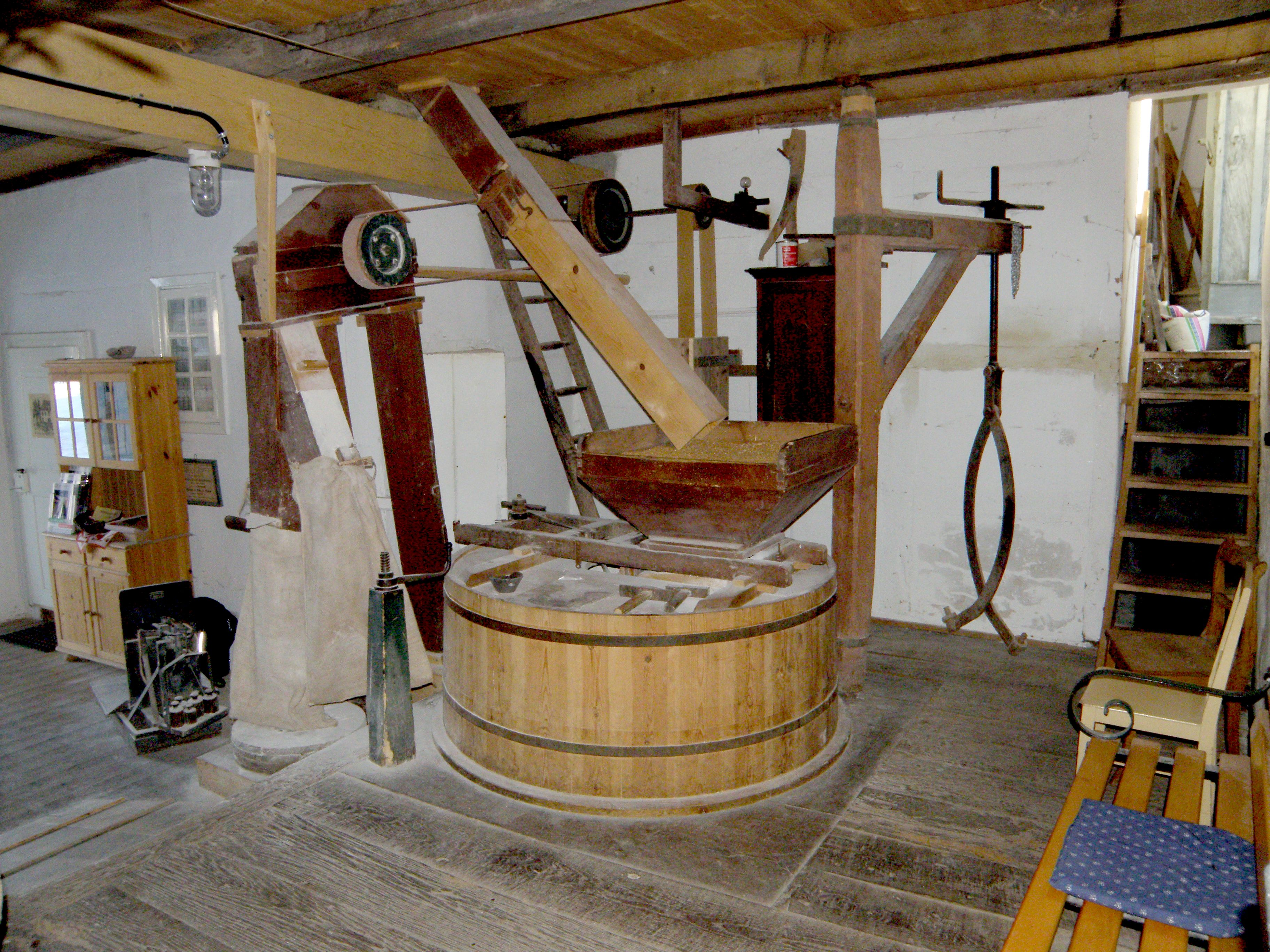
Schrotgang (als Beispiel aus der Schäferkämper Wassermühle)

Der Mühlenkasten besitzt zwei Arbeitsebenen. In der unteren Ebene ist neben dem Eingang eine Müllerstube eingerichtet, später als Büro genutzt. Weiter stehen auf der unteren Ebene ein Doppelwalzenstuhl, ein Askaniasichter (oder Sechskantsichter) und ein elektromagnetischer Schrotgang. Auf der oberen Ebene befinden sich ein großer und ein kleiner Mahlgang, eine kombinierte Reinigungs- und Schälmaschine, zwei Silos, Becherwerke und ein Sackaufzug.

## Die Schlacht von Dennewitz und Friederike Krüger
In der Schlacht bei Dennewitz, die am 6. September 1813 in den Dörfern um Dennewitz zwischen den Napoleonischen Truppen und der Koalition aus preußischen, russischen und schwedischen Truppen ausgetragen wurde, war die Anhöhe der Gölsdorfer Bockwindmühle eine wichtige strategische Anhöhe. Die Mühle überstand die Kämpfe weitgehend unbeschädigt.
Vor der Mühle wird an Friederike Krüger erinnert, die – für die damalige Zeit außergewöhnlich – als Freiheitskämpferin und Soldatin an den Napoleonischen Kriegen teilnahm. Sie wurde bei den Kämpfen um Dennewitz verwundet und verbrachte hier einige Zeit im Lazarett. Sie erhielt für ihre Tapferkeit in der Schlacht bei Dennewitz das eiserne Kreuz und wurde zum Unteroffizier befördert.